# 哈內斯 (阿肯色州)
哈內斯（英語：Harness）是位於美國阿肯色州斯通縣的一個鬼鎮。

## 地理
哈內斯所處的海拔為高於海平面322米（即1056英呎），而該地所採用的時區為UTC-6，即北美中部時區（CST）。同時該地設有夏令時間，為UTC-6調快一小時，即UTC-5（CDT）。